# Бобошко Костянтин Матвійович
Костянти́н Матві́йович Бобо́шко (28 травня 1918, с. Великі Будки, нині Недригайлівського району Сумської області — 26 листопада 1994, Запоріжжя) — гвардії капітан. Герой Радянського Союзу.

## Біографічні дані
Народився в родині селянина. Українець. 1942 став членом ВКП(б). Освіта неповна середня.
Працював у рідному селі. Призваний до лав Червоної армії у 1938 році. Учасник Другої світової війни (радянсько-фінської та радянсько-німецької). На німецькому фронті — від липня 1941 року. Воював на Калінінському та 1-му Прибалтійському фронтах. Тричі поранений і контужений.
Відзначився у вересні 1943 року в боях за місто Духовщина Смоленської області (Росія). За вміле керівництво підрозділом, особисту мужність і відвагу, виявлені в боях з ворогом, командиру батареї 26-го гвардійського артполку 17-ї гвардійської стрілецької дивізії гвардії капітану Бобошку присвоєно звання Героя Радянського Союзу (Указ Президії Верховної Ради СРСР від 4 серпня 1944 року).
Закінчив курси вдосконалення офіцерського складу (1945), Вищу офіцерську артилерійську школу в Ленінграді (нині Санкт-Петербург). Від 1946 року — в запасі.
Працював на торфопідприємствах Новгородської області (Росія). З 1966 року, мешкав у Запоріжжі.

## Нагороди
Орден Леніна, орден Червоного Прапора, орден Вітчизняної війни першого ступеня, два ордени Червоної Зірки, медалі.